# 斯波義俊
斯波 義俊（しば よしとし）は、室町時代後期の武将。本姓は源氏で足利氏の一門斯波氏に生まれる。父は斯波義廉。母は山名宗全の娘（養女とも）とされる。但し『系図纂要』の系図では義俊の名がない。

## 生涯
父・義廉は渋川氏から斯波本宗家（武衛家）に入嗣し、同じく庶家から武衛家に入嗣した斯波義敏と家督を巡って争い、応仁の乱の原因の一つになったことで知られる。
乱初期には西軍の主力を担い、配下の朝倉孝景の活躍で大いに東軍を苦しめた義廉であったが、乱の半ば以降にはその孝景が越前国主の座に釣られて東軍に鞍替えし、後に甲斐敏光も東軍に帰順して孤立、次に頼った尾張の守護代・織田敏広も義敏側の織田敏定の攻勢によって敗れ、さらには将軍足利義政・義尚父子のいる東軍に属した義敏のほうに武衛家家督が定着したこともあって、義廉は次第にその身の置き場を失くしていった。
同時期、斯波氏の本拠地ともいえた越前を実力支配していた朝倉氏は、武衛家家督争いに一定の終止符を打ち、領国の越前奪還に乗り出す義敏やその息子・義寛への対応に苦慮することとなった。そんな中で時の当主朝倉氏景（孝景の嫡男）が目をつけたのが、かつて越前国主の座の欲望に駆られた朝倉氏自身が捨て去った斯波義廉の系統であった。足利一門中最高の家格を持つ斯波義敏・義寛父子に比べ、守護代出身でしかない朝倉氏による越前支配の大義名分を、義俊を鞍谷公方家の継嗣に立てて名目的な主君として推戴することで持ったのである。そのような中で、義廉も義俊を頼り越前へ移ったと思われる。
斯波義廉の子が越前国にいたことは、『大乗院寺社雑事記』に義廉の子が越前に下ったこと（文明13年11月4日条）や引き続き越前に滞在していること（延徳3年6月30日条）が記述されており、また連歌師である正広の『松下集』においては義廉の子が「栄棟」と呼ばれる喝食になっており、延徳2年（1490年）7月30日に一乗谷にて正広と栄棟が会っていることから事実と考えられる。
室町幕府から補任されることは無かったが、名目的な越前守護として朝倉氏の保護の下過ごした義俊は大永年間に没したといわれる。義俊の死後、その役目を終えた鞍谷公方は朝倉氏の客将として遇された。
なお、『続群書類従　巻百十三』の「奥州斯波系図」では斯波詮教の三男の郷長（民部少輔）が鞍谷氏を相続したとあるが、義俊との関係は不詳。
近年、佐藤圭は「鞍谷公方家」は江戸時代以降に作られた創作で、実際の鞍谷氏は奥州斯波氏の嫡流の流れを汲み斯波郷長の子孫とする「奥州斯波系図」の記事もそれに基づいているとする。一方、義俊に関してはまだ「栄棟」と名乗っていたことになっている時期の延徳2年3月15日の禁制があるなど栄棟と義俊を同一人物とするには矛盾が残るため、義俊の実在性については再検討すべきであるとし、義廉の子の活動拠点としては加賀国内に斯波義廉の実家である渋川氏の所領があったこと、戦国時代に入っても加賀国内に「斯波氏」「渋川氏」を称する武士がいたことが確認できること（『上杉家文書』223号「（永正16年）2月2日付長尾為景書状」・本願寺『証如上人日記』天文5年10月9日条）、渋川一族である板倉氏が今南東郡（今立郡）の大滝寺（現在の大滝神社）とのつながりが確認できる事から、その本拠地は越前今立郡から加賀方面にかけての地域であり、鞍谷氏との関連性は無いとしている。